# Freieslebenit
Freieslebenit – minerał klasy siarczków.

## Występowanie
Spotykany w hydrotermalnych żyłach. Towarzyszą mu zazwyczaj kwarc, syderyt, baryt, chalkopiryt i dolomit. 
Miejsce występowania
- Hiendelaencina, Hiszpania
- Příbram, Czechy
- Freiberg, Niemcy